# Råolieudvinding
Råolieudvinding udgør en stor indtægt for mange landes vedkommende, også for Danmark. Råolien udvindes ved hjælp af bor, som bores flere tusind meter ned i undergrunden. Råolie kan både udvindes til lands og til vands. I vandet findes ofte såkaldte olieboreplatforme.
Danmark producerer selv råolie nok, til stort set at være selvforsynende. Den danske råolie stammer fra Nordsøen. Dog borer mange andre lande også efter olie her. Det land som producerer den største mængde olie fra Nordsøen er Norge.

## Liste over mest olieproducerende lande
MMbbl/d betyder millioner tønder per dag. En tønde er cirka 159 liter.
| Land                       | Mængde olie   |
| -------------------------- | ------------- |
| Saudi Arabien              | 10.37 MMbbl/d |
| Rusland                    | 9.27 MMbbl/d  |
| USA                        | 8.69 MMbbl/d  |
| Iran                       | 4.09 MMbbl/d  |
| Mexico                     | 3.83 MMbbl/d  |
| Kina                       | 3.62 MMbbl/d  |
| Norge                      | 3.18 MMbbl/d  |
| Canada                     | 3.14 MMbbl/d  |
| Venezuela                  | 2.86 MMbbl/d  |
| Forenede Arabiske Emirater | 2.76 MMbbl/d  |
| Kuwait                     | 2.51 MMbbl/d  |
| Nigeria                    | 2.51 MMbbl/d  |
| England                    | 2.08 MMbbl/d  |
| Irak                       | 2.03 MMbbl/d  |

## Liste over mest olieeksporterende lande
- Saudi Arabien
- Rusland
- Norge
- Iran
- Forenede Arabiske Emirater
- Venezuela
- Kuwait
- Nigeria
- Mexico
- Algeriet
- Libyen